# Il diluvio (singolo)
Il diluvio è un brano musicale dei Subsonica pubblicato come terzo singolo dal loro sesto album studio Eden, scritto da Samuel (musica e testo), Max Casacci (musica e testo) ed Enrico Matta (musica).

## Descrizione
Il brano inizia con un tema composto da Samuel, seguito da un altro tema, strumentale e piuttosto ritmato, scritto da Casacci con la ritmica di Ninja. Il tema iniziale di Samuel viene nuovamente riproposto, prima di dare spazio ad una sezione piuttosto ritmata e aggressiva: prima vi è un tema strumentale riproposto spesso durante il resto del brano, di cui Casacci ha creato la linea di basso e Ninja il riff di sintetizzatore e la ritmica; poi vi è un tema cantato, sempre con la stessa ritmica, di cui Samuel ha creato accordi e melodia.
Casacci spiegava in un'intervista che Samuel era il principale compositore del brano, avendo realizzato le melodie e i relativi accordi, mentre lui e il Ninja erano gli ideatori delle sezioni strumentali e della ritmica.

## Video musicale
Il singolo è accompagnato da un originale videoclip nel quale il gruppo si esibisce in un ambiente bianco vestito con buffi maglioni natalizi.